# Adam Mischlich

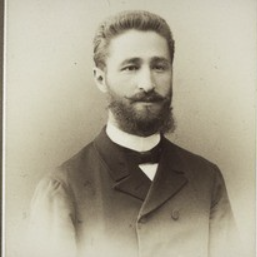
Mischlich (1890)

Adam Mischlich (* 28. März 1864 in Nauheim; † 13. Dezember 1948 in Frankfurt am Main) war ein deutscher lutherischer Missionar, Sprachwissenschaftler und Kolonialbeamter in Westafrika. Seine besonderen Verdienste bestehen in der grundlegenden Forschungsarbeit des Hausa.

## Leben
Mischlich war der Sohn des Eisenbahnangestellten Heinrich Mischlich (1840–1901) und der Marie, geb. Poth (1839–1918). Unter Mischlichs Verwandten finden sich Friedrich Benjamin Bernhard Mischlich (1805–1888), langjähriger Bürgermeister Nauheims, sowie Georg Mischlich (* 1908), Musiker und Ehrenbürger von Nauheim.
Mischlich wurde 1885–90 im Basler Haus der evangelischen Rheinischen Mission zum Missionar ausgebildet und zum Geistlichen ordiniert. Nach einem Englandaufenthalt zum Erlernen der englischen Sprache reiste er Ende 1890 an die Goldküste (heute Ghana), wo er seine missionarische Tätigkeit aufnahm und die Sprachen Gä und Twi erforschte. 1894 erfolgte eine zweite Reise als Missionar nach Worawora in Togo. Von hier unternahm Mischlich Erkundungsreisen in zum Teil noch unerforschte Gebiete von Mittel- und Nordtogo und veröffentlichte landeskundliche Berichte in verschiedenen Missionsblättern und in den „Mitteilungen aus den deutschen Schutzgebieten“. 1897 schied er aus der Mission aus und trat in den Dienst des Gouvernements von Togo, 1898 übernahm er die Leitung der Regierungsstation Kete-Kratschi. Neben der systematischen Erkundung des Geländes, Straßen- und Brückenbau, der Einrichtung meteorologischer Stationen, der Anlage von Pflanzungen und der Ausübung der Gerichtsbarkeit betrieb Mischlich auch weiterhin das Studium des Hausa, der Hauptverkehrs- und Handelssprache im zentralen Westafrika, und wurde zu einem ausgezeichneten Kenner von Sprache und Kultur des Hausavolkes. Sein engster Mitarbeiter hierbei war in Togo der Imam Umaru aus Kano, der ihm später nach Misahöhe folgte, wo Mischlich ebenfalls das Bezirksamt leitete.
Bei Ausbruch des Ersten Weltkriegs befand sich Mischlich auf Heimaturlaub. Er wurde für die Dauer des Krieges als Lazarettinspektor in Auerbach eingesetzt. Mit dem Verlust der deutschen Kolonien nach dem Kriegsende 1918 wurde eine weitere Diensttätigkeit in Afrika für Mischlich unmöglich. Er lebte zunächst in Darmstadt, kehrte aber 1926 noch einmal für elf Monate zur Erkundung des eigentlichen Hausalandes in Nigeria nach Westafrika zurück. Er führte seine Sprachaufzeichnungen fort – diesmal vor allem mit Unterstützung des Malam Labaran aus Zaria – und erweiterte seine Sammlungen von Hausa-Gesängen, -Märchen, -Fabeln sowie historischen und anderen Texten. Mit seinen Publikationen fand Mischlich die Anerkennung in der deutschen und internationalen Afrikanistik. So wurde er Mitglied und Mitarbeiter des International Institute of African Languages and Cultures in London. Seine in Togo systematisch zusammengestellten ethnographischen und naturkundlichen Sammlungen sind heute in mehreren deutschen Museen ausgestellt.
Mischlich starb 1948 in Frankfurt am Main, sein Nachlass liegt im Afrikanistik-Institut der Johann Wolfgang Goethe-Universität Frankfurt am Main und bei der Basler Mission in Basel.

## Werke (Auswahl)
Nach dem 1902 erschienenen Lehrbuch der hausanischen Sprache (1911 als Lehrbuch der Hausa-Sprache neu aufgelegt) ist vor allem Mischlichs Wörterbuch der Hausasprache, I. Teil Hausa-Deutsch von 1906 hervorzuheben, in dessen Einleitung er auch auf Unterschiede der Dialekte eingeht. In drei Zeitschriftenartikeln 1907–09 Über Sitten und Gebräuche in Hausa veröffentlichte Mischlich handschriftliche Hausatexte in arabischer Schrift mit lateinischer Transkription und deutscher Übersetzung. Auf die gleiche Weise erschienen seine Publikationen über den Islam Beiträge zur Geschichte der Haussastaaten (1903 mit J. Lippert), Über die Herkunft der Fulbe (1931) und Religiöse und weltliche Gesänge der Mohammedaner aus dem Sudan. (1944).
1929 erschien weiterhin Neue Märchen aus Afrika und 1942 Über die Kulturen im Mittel-Sudan, Landwirtschaft – Gewerbe – Handel.

## Ehrungen
Mischlich erhielt den Professorentitel sowie die Volney-Medaille der Académie des sciences des Institut de France.